# カルヴィン・ケイター
カルヴィン・ケイター（Calvin Kattar、1988年3月26日 - ）は、アメリカ合衆国の総合格闘家。マサチューセッツ州マスーアン出身。ニューイングランド・カルテル所属。元NABC MMAライト級王者。カルヴィン・ケーターとも表記される。

## 来歴
マサチューセッツ州マスーアンで生まれ育つ。マスーアン高校時代にはレスリングで名を馳せ、マサチューセッツ州で8位にランクインされ、MIAAディビジョン1で5位に輝く。高校卒業後、総合格闘技を始めることを決心した。

### 総合格闘技
2007年、プロ総合格闘技デビュー。ローカル団体で18戦16勝の戦績を残す。

### UFC
2017年7月29日、UFC初参戦となったUFC 214でチェ・ドゥホの代役としてアンドレ・フィリと対戦し、3-0の判定勝ち。
2018年1月20日、UFC 220でシェーン・ブルゴスと対戦し、3Rにワンツーから右アッパーでぐらつかせ、追撃の右アッパーでダウンを奪いパウンドでTKO勝ち。ファイト・オブ・ザ・ナイトを受賞した。
2018年4月7日、UFC 223でフェザー級ランキング11位のヘナート・モイカノと対戦し、0-3の判定負け。UFC初黒星を喫した。
2019年6月8日、UFC 238でフェザー級ランキング10位のリカルド・ラマスと対戦し、右ストレートでダウンを奪いパウンドで1RTKO勝ち。
2019年11月9日、UFC Fight Night: Zabit vs. Kattarでフェザー級ランキング5位のザビット・マゴメドシャリポフと対戦し、0-3の判定負け。敗れはしたものの、ファイト・オブ・ザ・ナイトを受賞した。
2020年5月9日、UFC 249でフェザー級ランキング7位のジェレミー・スティーブンスと対戦し、右肘打ちでダウンを奪いパウンドで2RTKO勝ち。
2020年7月16日、UFC on ESPN: Kattar vs. Igeでフェザー級ランキング10位のダン・イゲと対戦し、3-0の5R判定勝ち。
2021年1月16日、UFC on ABC: Holloway vs. Kattarでフェザー級ランキング1位のマックス・ホロウェイと対戦。ホロウェイの440発を越える有効打を耐え抜いたものの、0-3の5R判定負け。ファイト・オブ・ザ・ナイトを受賞した
2022年1月15日、1年ぶりの試合となったUFC on ESPN: Kattar vs. Chikadzeでフェザー級ランキング8位のギガ・チカゼと対戦し、3-0の5R判定勝ち。2試合連続のファイト・オブ・ザ・ナイトを受賞した。
2022年6月18日、UFC on ESPN: Kattar vs. Emmettでフェザー級ランキング7位のジョシュ・エメットと対戦し、1-2の5R判定負け。3試合連続のファイト・オブ・ザ・ナイトを受賞し、海外のMMAメディアサイトの採点では19人中14人の記者がケイターの勝利を支持した。
2022年10月29日、UFC Fight Night: Kattar vs. Allenでフェザー級ランキング6位のアーノルド・アレンと対戦し、右膝の負傷で2RTKO負け。
2024年4月13日、約1年半ぶりの復帰戦となったUFC 300で元UFC世界バンタム級王者アルジャメイン・スターリングと対戦し、0-3の判定負け。
2025年2月15日、UFC Fight Night: Cannonier vs. Rodriguesでユーセフ・ザラルと対戦し、3-0の判定負け。4連敗となった。

## 戦績
| 総合格闘技 戦績 | 総合格闘技 戦績 | 総合格闘技 戦績 | 総合格闘技 戦績 | 総合格闘技 戦績 | 総合格闘技 戦績 | 総合格闘技 戦績 |
| --------------- | --------------- | --------------- | --------------- | --------------- | --------------- | --------------- |
| 33 試合         | (T)KO           | 一本            | 判定            | その他          | 引き分け        | 無効試合        |
| 23 勝           | 11              | 2               | 10              | 0               | 0               | 0               |
| 10 敗           | 1               | 1               | 8               | 0               | 0               | 0               |

| 勝敗 | 対戦相手                     | 試合結果                             | 大会名                                   | 開催年月日     |
| ×    | スティーブ・ガルシア         | 5分3R終了 判定0-3                    | UFC on ESPN 70: Lewis vs. Teixeira       | 2025年7月12日  |
| ×    | ユーセフ・ザラル             | 5分3R終了 判定0-3                    | UFC Fight Night: Cannonier vs. Rodrigues | 2025年2月15日  |
| ×    | アルジャメイン・スターリング | 5分3R終了 判定0-3                    | UFC 300: Pereira vs. Hill                | 2024年4月13日  |
| ×    | アーノルド・アレン           | 2R 0:08 TKO（右膝の負傷）            | UFC Fight Night: Kattar vs. Allen        | 2022年10月29日 |
| ×    | ジョシュ・エメット           | 5分5R終了 判定1-2                    | UFC on ESPN 37: Kattar vs. Emmett        | 2022年6月18日  |
| ○    | ギガ・チカゼ                 | 5分3R終了 判定3-0                    | UFC on ESPN 32: Kattar vs. Chikadze      | 2022年1月15日  |
| ×    | マックス・ホロウェイ         | 5分5R終了 判定0-3                    | UFC on ABC 1: Holloway vs. Kattar        | 2021年1月16日  |
| ○    | ダン・イゲ                   | 5分5R終了 判定3-0                    | UFC on ESPN 13: Kattar vs. Ige           | 2020年7月16日  |
| ○    | ジェレミー・スティーブンス   | 2R 2:42 TKO（右肘打ち→パウンド）     | UFC 249: Ferguson vs. Gaethje            | 2020年5月9日   |
| ×    | ザビット・マゴメドシャリポフ | 5分3R終了 判定0-3                    | UFC Fight Night: Zabit vs. Kattar        | 2019年11月9日  |
| ○    | リカルド・ラマス             | 1R 4:06 TKO（右ストレート→パウンド） | UFC 238: Cejudo vs. Moraes               | 2019年6月8日   |
| ○    | クリス・フィッシュゴールド   | 1R 4:11 TKO（右ストレート→パウンド） | UFC Fight Night: Volkan vs. Smith        | 2018年10月27日 |
| ×    | ヘナート・モイカノ           | 5分3R終了 判定0-3                    | UFC 223: Khabib vs. Iaquinta             | 2018年4月7日   |
| ○    | シェーン・ブルゴス           | 3R 0:32 TKO（右アッパー→パウンド）   | UFC 220: Miocic vs. Ngannou              | 2018年1月20日  |
| ○    | アンドレ・フィリ             | 5分3R終了 判定3-0                    | UFC 214: Cormier vs. Jones 2             | 2017年7月29日  |
| ○    | クリス・フォスター           | 5分3R終了 判定3-0                    | CES MMA 38: Soriano vs. Makashvili       | 2016年9月23日  |
| ○    | ケニー・フォスター           | 5分3R終了 判定2-1                    | CES MMA 34: Curtis vs. Burrell           | 2016年4月21日  |
| ○    | ガブリエル・バイーノ         | 5分3R終了 判定3-0                    | Combat Zone 44: Steel Cage Fighters      | 2013年6月14日  |
| ○    | サウール・アルメイダ         | 5分3R終了 判定3-0                    | CES MMA 13: Real Pain                    | 2012年10月6日  |
| ○    | コーディ・スティーヴンス     | 5分3R終了 判定3-0                    | Combat Zone 39: Smack Down at the Rock   | 2011年10月21日 |
| ○    | ルイス・ロドリゲス           | 5分3R終了 判定3-0                    | Combat Zone 36: Smashing on the Rock     | 2011年1月28日  |
| ○    | クリス・コナー               | 1R 3:40 TKO（パンチ連打）            | Combat Zone 33: Massacre in the Meadow   | 2010年6月19日  |
| ○    | ジェフ・アンダーソン         | 3R 4:05 TKO（パンチ連打）            | Xtreme Championship Fight League 2       | 2010年3月26日  |
| ×    | ドン・カルロ＝クラウス       | 5分3R終了 判定1-2                    | Xtreme Championship Fight League 1       | 2010年2月6日   |
| ○    | アンドリュー・モンタネス     | 5分5R終了 判定3-0                    | American Steel Cagefighting 2            | 2009年9月11日  |
| ○    | ロドリゴ・アルメイダ         | 1R 2:16 ギロチンチョーク             | World Championship Fighting 7            | 2009年6月27日  |
| ○    | ジョナサン・バミューデス     | 1R 0:29 TKO（パンチ連打）            | Combat Zone 27: The Rock 2               | 2009年2月6日   |
| ○    | ボビー・ディアス             | 1R 1:21 三角絞め                     | World Championship Fighting 5            | 2008年11月14日 |
| ○    | ケヴィン・ロディ             | 1R 0:47 KO（パンチ連打）             | Combat Zone 26: The Rock                 | 2008年9月26日  |
| ×    | ジェームズ・ジョーンズ       | 1R 4:49 リアネイキドチョーク         | EliteXC: Primetime                       | 2008年5月31日  |
| ○    | ボブ・ピューパ               | 1R 0:51 ギブアップ（パンチ連打）     | Combat Zone 24: Renaissance              | 2007年10月13日 |
| ○    | ドナルド・ピータース         | 1R TKO（パンチ連打）                 | Combat Zone 23: Down and Out             | 2007年8月25日  |
| ○    | トニー・アルミホ             | 1R 2:02 TKO（パンチ連打）            | Combat Zone 22: Cage Masters 3           | 2007年6月23日  |

## 獲得タイトル
- NABC MMAライト級王座（2009年）[16]

## 表彰
- UFC ファイト・オブ・ザ・ナイト（5回）[2]